# Lorch (Hessen)
Lorch település Németországban, Hessen tartományban. Lakosainak száma 4019 fő (2023. december 31.).

## Fekvése
Strombergtől északra fekvő település.

## Leírása
1100-ban alapított kolostorát a reformáció után evangélikus iskolának rendezték be. A román stílusban épült kolostortemplom Lorch urainak a Staufer sváb hercegi családnak a temetőkápolnája, mely a 15. században késő gótikus kórussal bővült. Díszeit az 1525 évi parasztfelkelés idején elvesztette, de szerkezete ma is hatásos. Szép az 1500-ból származó nagy oltárkeresztje is.
A kolostor épületéből a kerengő 15. századi hálóboltozatos északi része és a 16. századból való prelatura, ezenkívül egy dézsmacsűr és a körülvevő fal nagyobb része.

## Nevezetességek
- Kolostori templom  - román stílusban épült.

## Itt születtek, itt éltek
- Friedrich Schiller 1764-től 1766-ig itt lakott Lorch-ban.
- Eduard Mörike 1867-től 1869-ig itt élt.

## Galéria

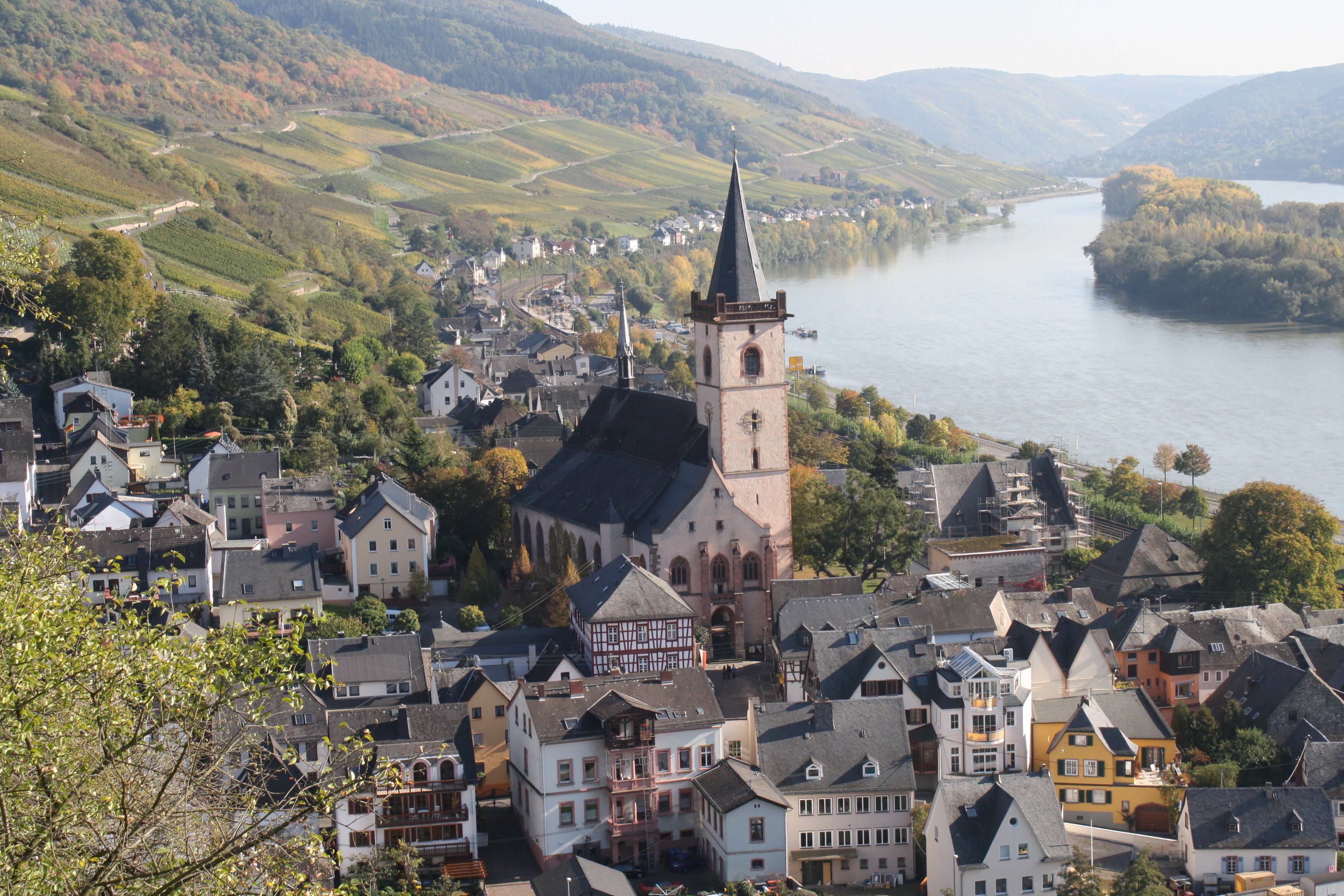
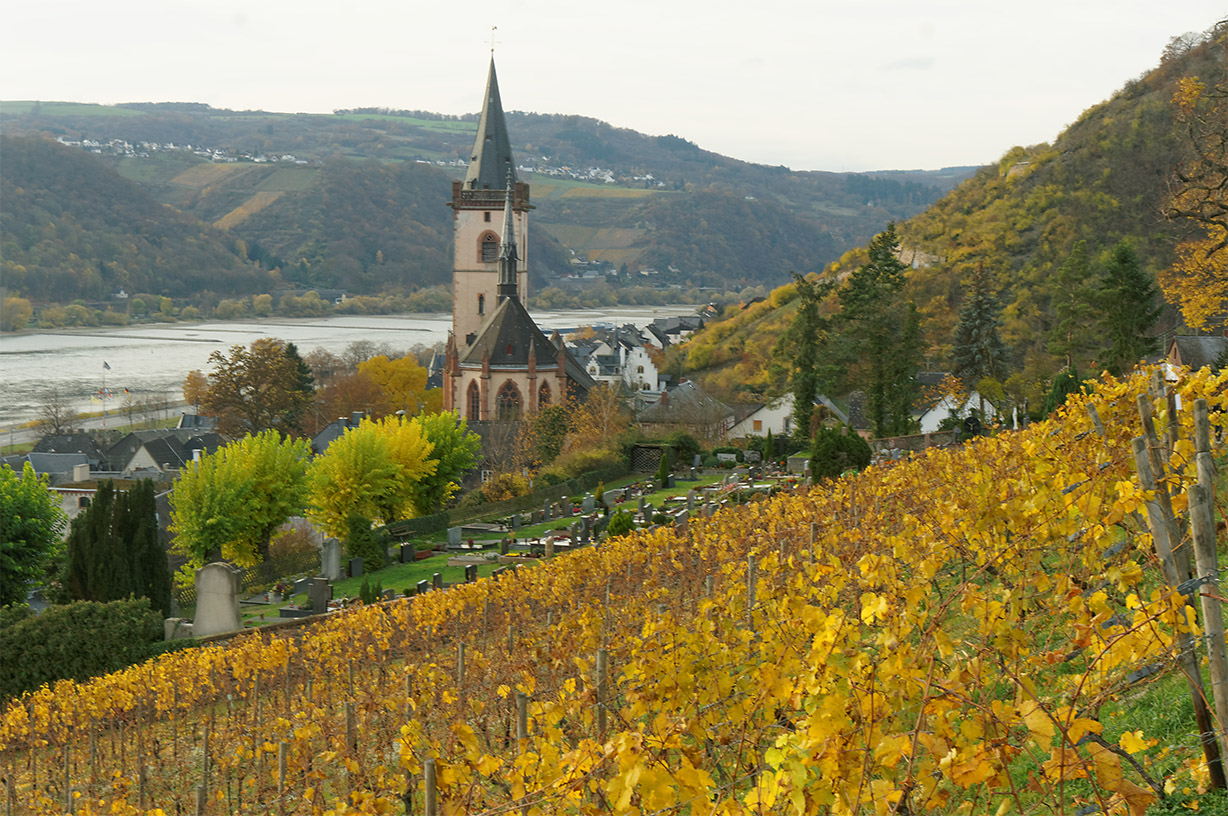
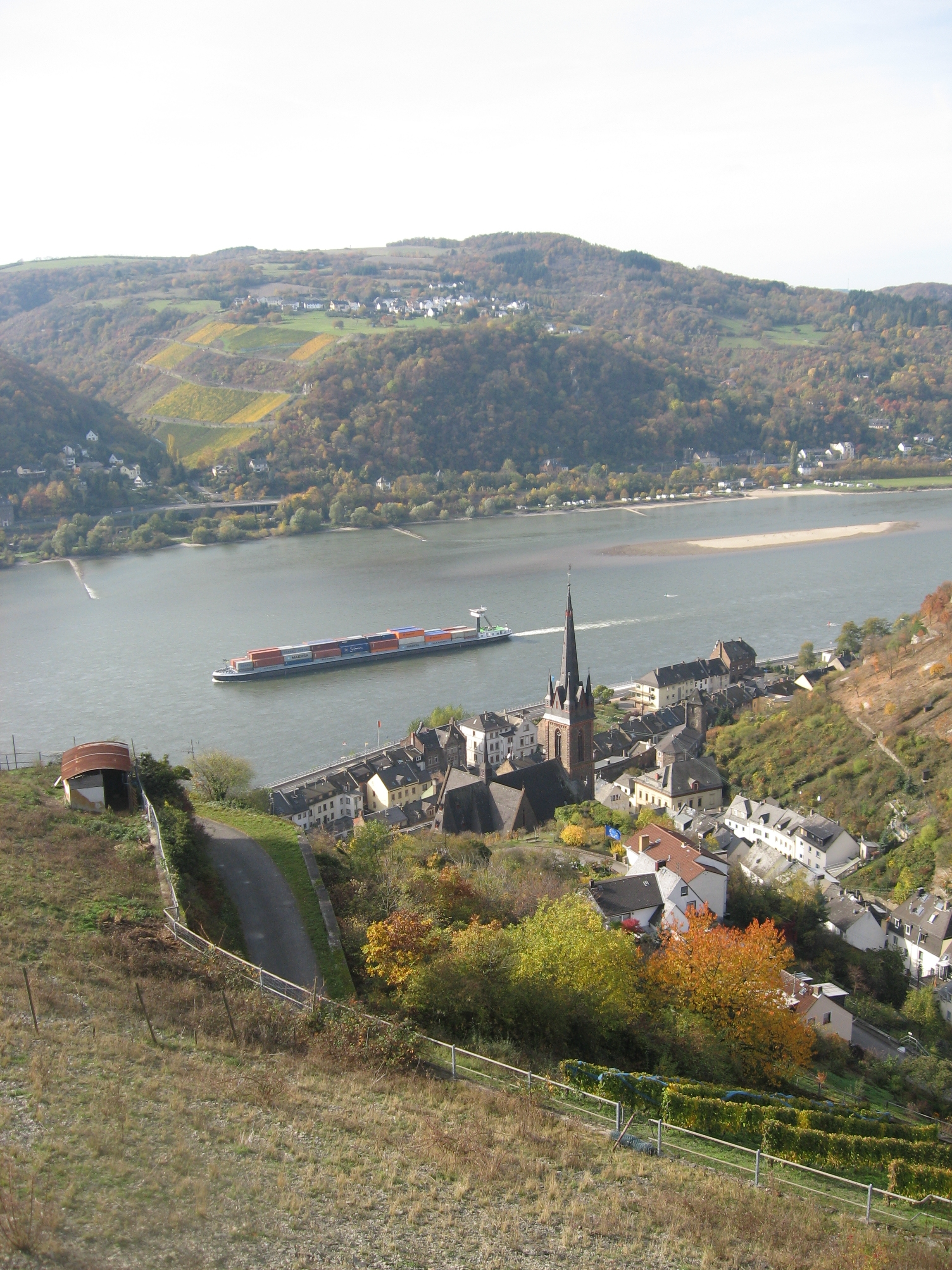
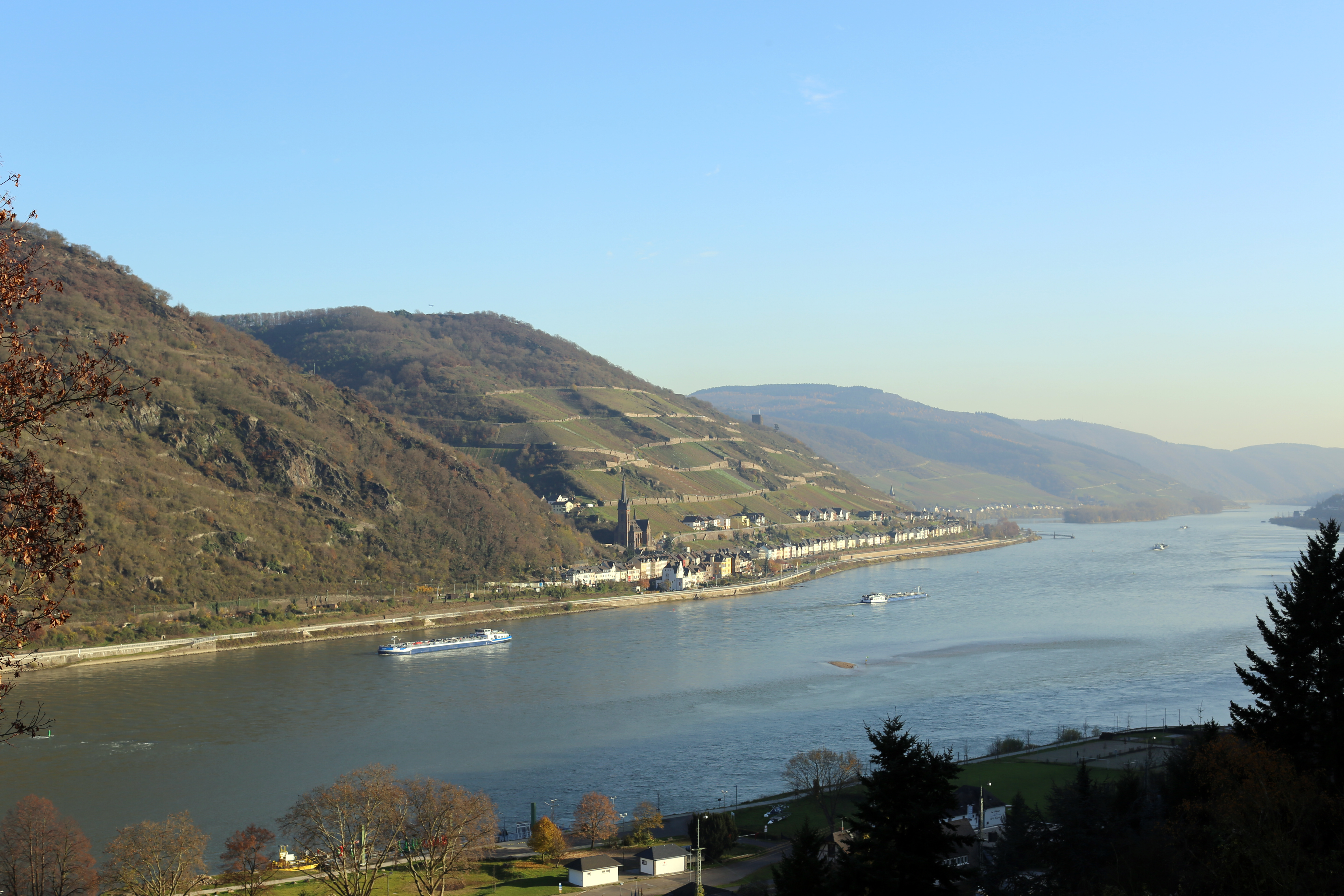
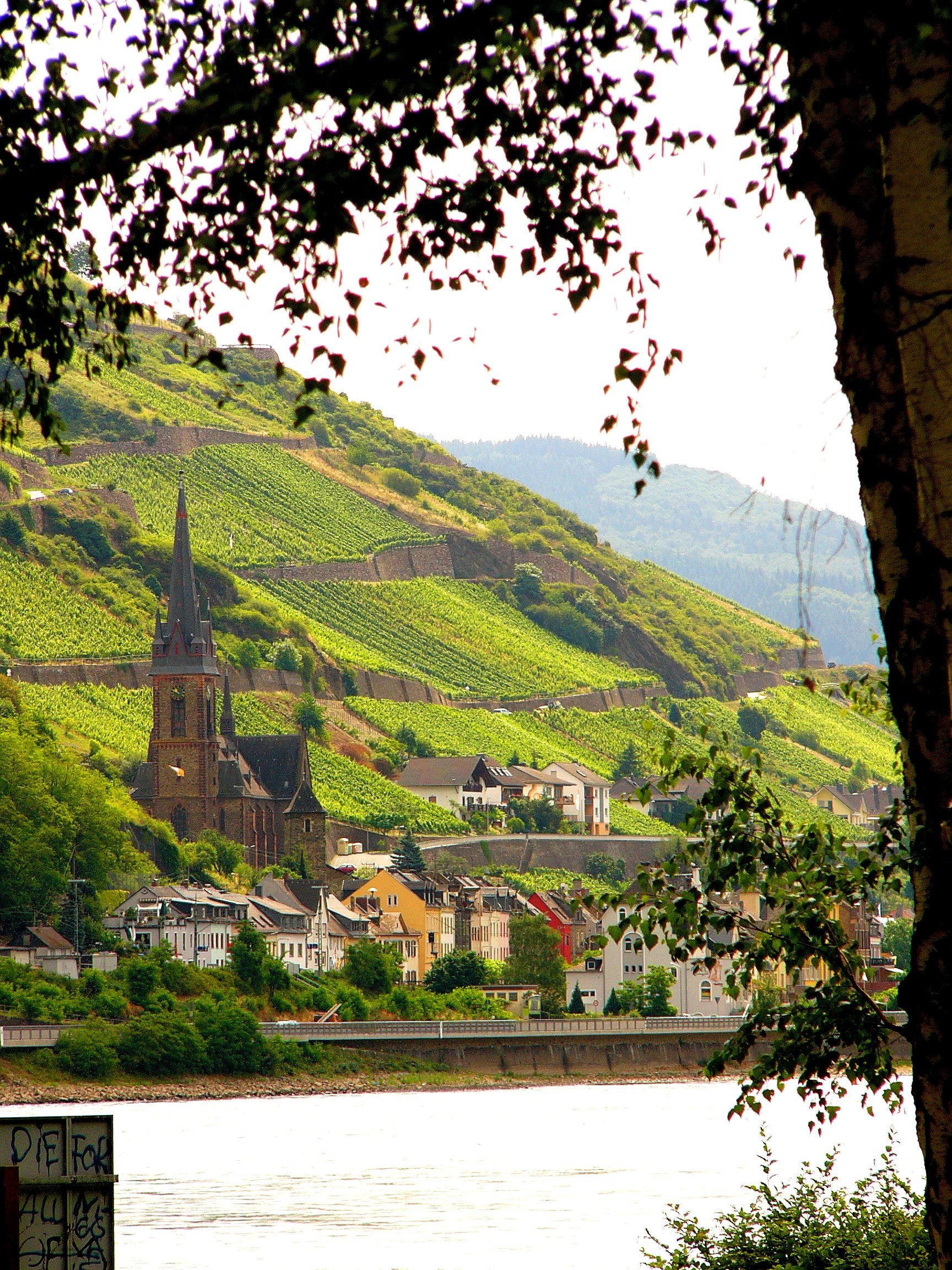
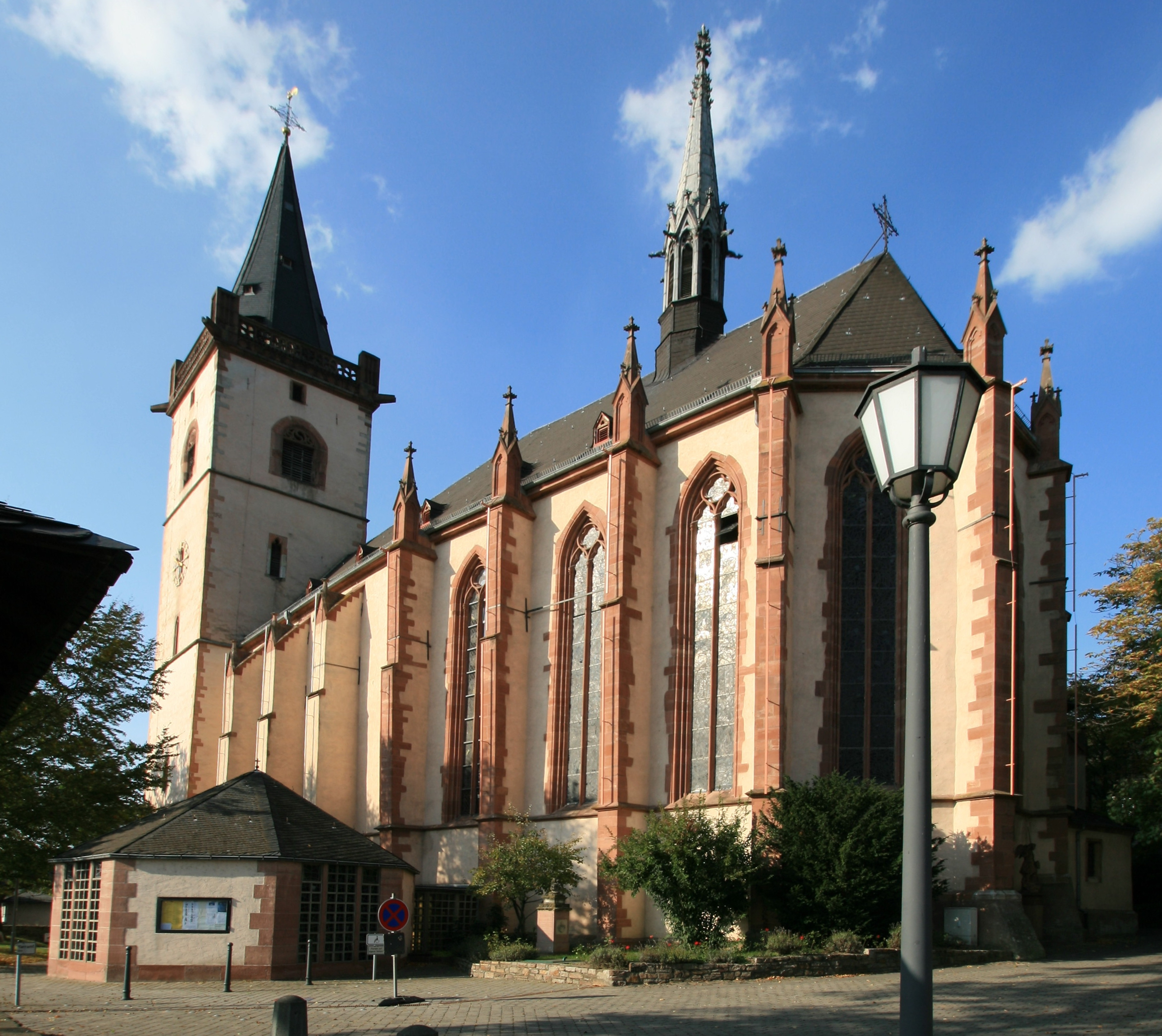
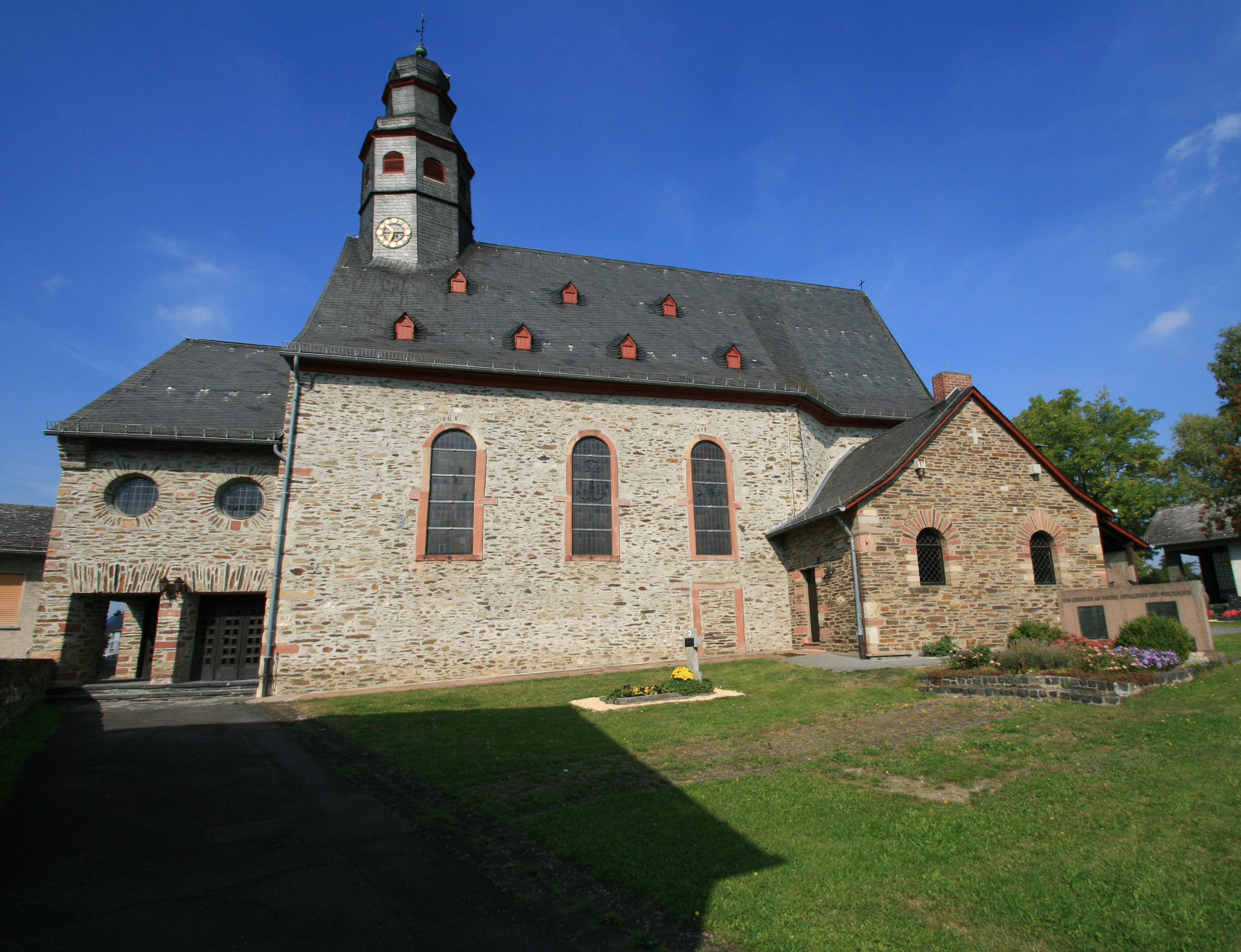
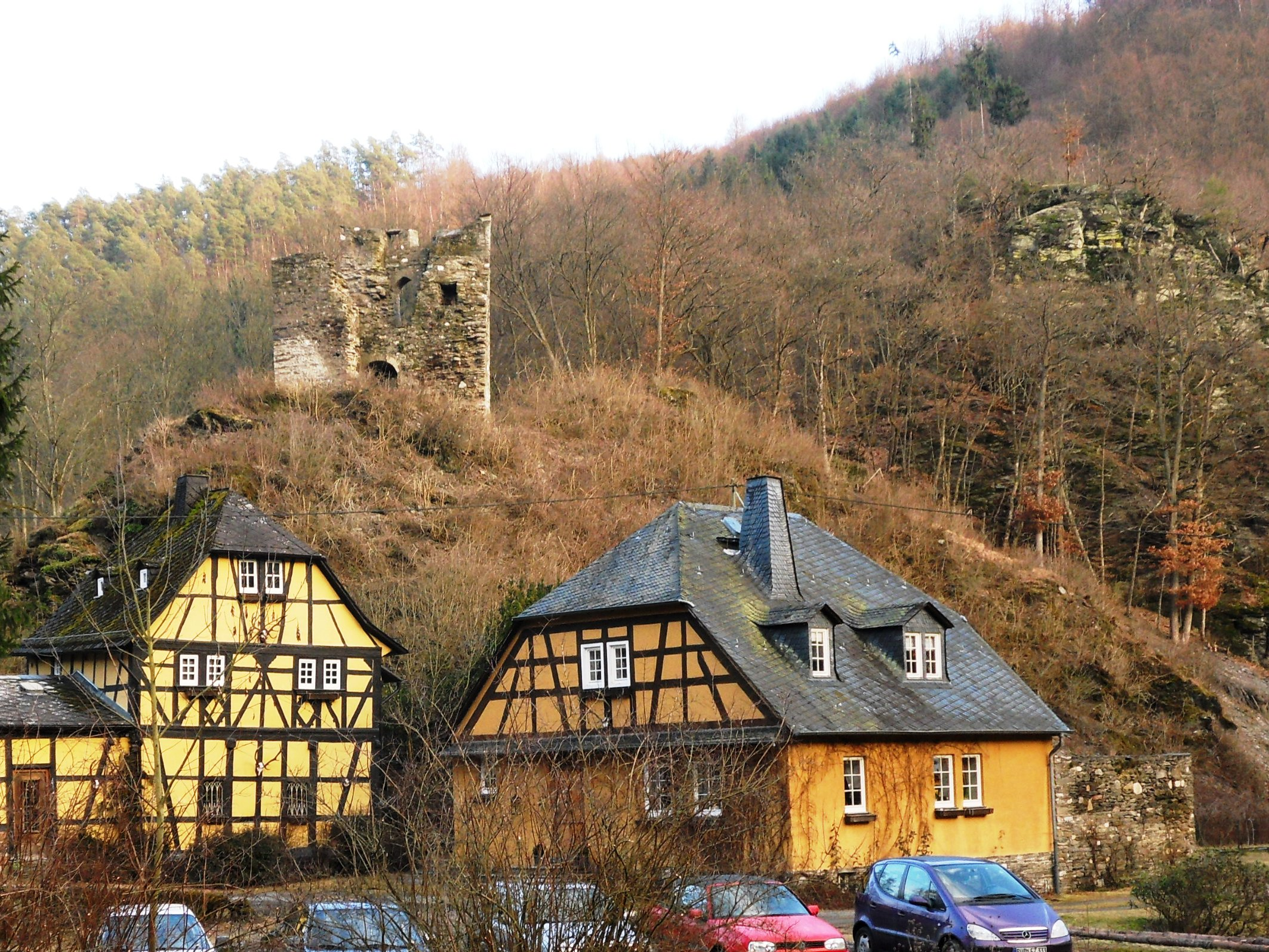
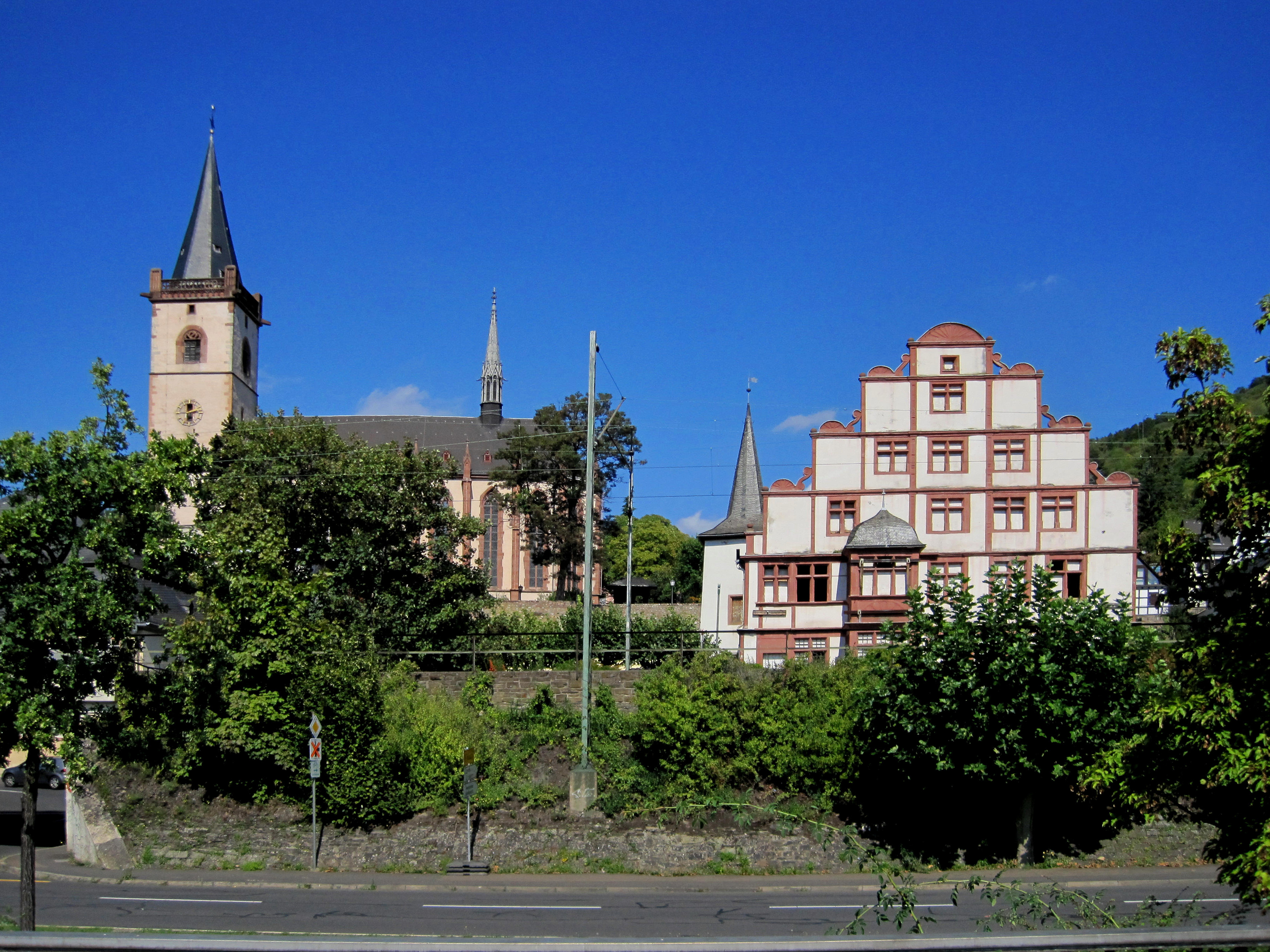